# جون أوشي
جون فرانسيس أوشي (بالإنجليزية: John O'Shea)‏، من مواليد 30 ابريل 1981 في واترفورد في إيرلندا، لاعب كرة قدم إيرلندي.
بدأ مسيرته الكروية مع نادي مانشستر يونايتد الإنجليزي في عام 1998. وفي عام 2000 أعير إلى نادي بورنموث الإنجليزي، ولعب معهم 10 مباريات وسجل هدف واحد، وفي عام 2001 أعير إلى نادي رويال أنتويرب البلجيكي، ولعب معهم مباراتين، ومنذ عام 2011 وهو يلعب مع نادي سندرلاند الإنجليزي.
و قد بدأ باللعب مع منتخب إيرلندا لكرة القدم في عام 2001.

## سيرة اللاعب
مانشستر يونايتد
قبل الانضمام إلى أكاديمية مانشستر يونايتد للعب أوشي لفريبانك وترفورد بوهيميانز. ووقععلى عقد احترافي في سن ال 17 ولعب لأول مرة في عام 1999 ضد أستون فيلا على ملعب فيلا بارك في كأس رابطة اندية المحترفين لكرة القدم.
بعد قضائه فترات إعارة مع بورنموث ورويال انتويرب البلجيكي عاد إلى مانشستر وبدأ يظهر في فريق مانشستر يونايتد الأول في موسم 2002-03، من خلال اللعب في مركز الظهير الأيسر، الظهير الأيمن، مركز الظهير ووسط الملعب خلال حملة ناجحة 2002-03 الدوري الممتاز.
بتاريخ 4 فبراير 2007، خلال مباراة في الدوري ضد توتنهام هوتسبير، لعب أوشي كبديل للحارس ادوين فان دير سار بعد أن غادر فان در سار خارج الملعب لكسر في الأنف، في حين كان مانشستر يونايتد استخدم بالفعل جميع البدائل الثلاثة.
خلال هذا الوقت تصدى أوشي لهجمات خطرة من قبل روبي كينل. بعد هذه الحادثة، هتف مشجعو يونايتد «رقم واحد في ايرلندا» تكريما لأوشي.
خلال موسم 2007-08، استخدم مانشستر يونايتد أوشي في مركز المهاجم بشكل طارئ بسبب مشاكل الإصابة للمهاجمين. لعبه كمهاجم أعطاه نوعا من التميز بعد أن لعب في كل المراكز لمانشستر يونايتد.
في 29 أبريل 2009، سجل أوشي الهدف الوحيد في مباراة الذهاب من دوري ابطال أوروبا في الدور قبل النهائي ضد ارسنال، وهذا وضع مانشستر يونايتد في المقدمة وساعدهم في الفوز في مباراة الإياب التي كسبها 4-1 في مجموع المباراتين.
أوشي الذي لعب 90 دقيقة كاملة في عام 2009 نهائي دوري ابطال أوروبا أمام برشلونة، وكان واحدا من أفضل المؤدين لمانشستر يونايتد في تلك الليلة.
سندرلاند
في 7 يوليو 2011، وقع أوشي عقد مدته أربع سنوات مع سندرلاند، الذي يديره كابتن مانشستر يونايتد السابق ستيف بروسمقابل مبلغ لم يكشف عنه.
وسجل أوشي أول هدف له مع سندرلاند في ملعب الضوء في موسم 2012/2013 في خسارة 1-2 مع توتنهام هوتسبير.
المسيرة الدولية
لعب أوشي مبارته الأولى لجمهورية أيرلندا في 15 آغسطس عام 2001، عندما جاءفي الدقيقة 84 بديلا ضد لكرواتيا.
وقد حصل على مكان دائم ضمن الأحد عشر لاعبا للمنتخب لبراعته.
في 19 آغسطس عام 2003، سجل أوشي أول هدف دولي له كما أنه سجل هدف ايرلندا الأول في الفوز 2-1 على أستراليا.
خلال تصفيات كأس العالم 2010، كان أوشي حاضرا أكثر من أي وقت مضى في التشكيلة الأساسية من خلال لعبه لثمانية من 10 مباريات.
في 1 أبريل 2009، في المباراة ضد إيطاليا، تلقى ضربة بالكوع من قبل جيامباولو باتزيني، الذي حصل على الرقم القياسي لأسرع طرد في تاريخ كرة القدم الإيطالية.